# Julius Kapp
Kaspar Julius Kapp (* 1. Oktober 1883 in Steinbach (heute ein Ortsteil von Baden-Baden), Baden; † 18. März 1962 in Sonthofen) war ein deutscher Dramaturg und Autor.

## Leben
Kapp studierte an den Universitäten Marburg, Berlin und München Musik- und Naturwissenschaften sowie Philologie. Von 1904 bis 1907 leitete er den Literarischen Anzeiger in Marburg. 1907 promovierte er mit einer Arbeit über das „Verhältnis Kappa der spezifischen Wärmen eines Gasgemisches“ zum Dr. phil. Als Musikschriftsteller machte er sich mit seiner großen Richard-Wagner-Biografie einen Namen, die 1910 erschien. Bekannt wurde er anschließend als Herausgeber der 14-bändigen Sammlung der Schriften und Briefe Wagners. Daneben publizierte Kapp verschiedene Bücher zu Franz Liszt (1909), Hector Berlioz (1917), Giacomo Meyerbeer (1920) und Carl Maria von Weber (1922).
In den Jahren 1921 bis 1945 war Kapp als Dramaturg der Berliner Staatsoper Unter den Linden und Herausgeber der hauseigenen Blätter der Staatsoper tätig. Zum 1. Mai 1933 trat er der NSDAP bei (Mitgliedsnummer 2.849.366). Im Jahr 1937 publizierte er eine Geschichte der Berliner Oper, zu der Hermann Göring als Schirmherr der preußischen Staatstheater ein Vorwort schrieb. Zudem leitete Kapp ab 1939 als Nachfolger Georg Dröschers die Bibliothek der Preußischen Staatstheater.
Auch schuf Kapp Opernbearbeitungen. In Deutschland war Verdis Oper Nabucco in der Zeit des Nationalsozialismus wegen des Themas aus der Geschichte des Volkes Israel unerwünscht. 1939 schuf Kapp eine „arisierte“ Fassung, in der er anstelle der Israeliten Ägypter auftreten ließ. Im „Gefangenenchor“ Va, pensiero ersetzte er den Jordan durch den Nil und Zion durch Memphis. Diese NS-Fassung „Flieg, Gedanke, getragen von Sehnsucht“ mit der Textzeile „Teure Heimat, wann seh ich dich wieder“ ist bis heute in Tonaufnahmen und im Internet verbreitet. Daneben bearbeitete er Opern von Berlioz (Die Trojaner), Meyerbeer (Die Afrikanerin und zusammen mit Leo Blech: Die Hugenotten), Reznicek (Donna Diana), Tschaikowsky (Die Zauberin) sowie weitere Verdi-Opern (Don Carlos, Ernani und Die sizilianische Vesper).
Nach dem Zweiten Weltkrieg war Kapp von 1948 bis 1954 Dramaturg an der Städtischen Oper Berlin. Danach lebte er als freischaffender Autor und Regisseur im Allgäu.

## Schriften
(Auswahl)
- Richard Wagner und Franz Liszt. Eine Freundschaft, 1908
- Liszt. Eine Biographie, 1909 (Digitalisat 6./7. Auflage 1911)
- Frank Wedekind. Seine Eigenart und seine Werke, 1909
- Richard Wagner. Eine Biographie, 1910
- Richard Wagner und die Frauen. Eine erotische Biographie, 1912
- Paganini. Eine Biographie, 1913
- Berlioz. Eine Biographie, 1917
- Meyerbeer, 1920 (später unter dem Titel Giacomo Meyerbeer. Eine Biographie)
- Franz Schreker. Der Mann und sein Werk, 1921
- Weber, 1922 (später unter dem Titel Carl Maria von Weber. eine Biographie)
- Die Oper der Gegenwart, 1922
- Das Opernbuch. Eine Geschichte der Oper und ein musikalisch-dramatischer Führer durch die Repertoireopern, 1923
- Geschichte der Staatsoper Berlin, 1937
- 200 Jahre Staatsoper im Bild, 1942
- Aus dem Reiche der Oper. Ein Blick hinter die Kulissen, 1949

- Richard Wagners Gesammelte Schriften und Briefe, 14 Bände, 1914 (Herausgeberschaft)